# Syrphus chiquitensis
Syrphus chiquitensis är en tvåvingeart som beskrevs av Macquart 1850. Syrphus chiquitensis ingår i släktet solblomflugor, och familjen blomflugor.
Artens utbredningsområde är Bolivia. Inga underarter finns listade i Catalogue of Life.